# Vestindisk Pakhus
 For alternative betydninger, se Vestindisk Pakhus (København).
Det Vestindiske Pakhus blev bygget som stor fem-etagers bygning i 1789 i Flensborg. Bygherre var den danske romhandler Andreas Christiansen. Da det sidste romfirma i pakhuset havde lukket sine porte, blev huset i 1981 moderniseret og lavet om til bolig- og kontorbygning.
I 1700-tallet var Flensborg en blomstrende havne- og handelsby. Byens skibe sejlede helt til De dansk-vestindiske øer, hvor de hentede rørsukker, kaffe, tobak og rom. Fra denne periode stammer flere nyklassicistiske borgerhuse og købmandsgårde i købstaden.

## Ekstern henvisning
- Dansk Vestindisk Selskab

54°47′15.63″N 9°26′1.83″Ø / 54.7876750°N 9.4338417°Ø